# Bottenbindning
Bottenbindning är den grundläggande bindningsteknik som används i en väv. Tuskaft, kypert och satin utgör grundläggande bindningsmönster som kan kompletteras med olika slags solvningar för mönsterpartier. I till exempel rosengång, munkabälte, daldräll och upphämta binds inte mönstertrådarna om man inte slår in ett inslag med bottenbindningen emellan. Som regel används tuskaft i just dessa vävtekniker.